# Brunswick (New York)
Brunswick város az USA New York állam Rensselaer megyéjében. Lakosainak száma 12 581 fő (2020. április 1.).

## Népesség
A település népességének változása:

| 2010 | 11 941 |
| 2020 | 12 581 |